# Aéroport international Maiquetía - Simón Bolívar
Pour les articles homonymes, voir Simón Bolívar et Bolívar.
Pour l'aéroport en Colombie, voir Aéroport international Simón-Bolívar.
Pour les articles homonymes, voir CCS.
L'aéroport international Maiquetía - Simón Bolívar (code IATA : CCS • code OACI : SVMI) est situé à Maiquetía dans l'État de La Guaira, au Venezuela. Il est situé à 21 kilomètres du centre de Caracas, la capitale. 
En 2010, l'aéroport était le 8e sud-américain en nombre de passagers.
En 2012, il a accueilli 10,4 millions de passagers.
Il s'agit de la plate-forme de correspondance des compagnies Aeropostal, Conviasa, Aserca, Avior Airlines, Venezolana, SBA Airlines, Aero Ejecutivos, Laser Airlines, Línea Turística Aereotuy (en), Sol América, Sundance Air Venezuela, Transcarga et Vensecar Internacional.

## Situation
| Barcelona Barquisimeto Caracas Ciudad · Bolívar Ciudad Guayana Mérida Coro Cumaná El Vigía Maracaibo Porlamar Puerto · Ayacucho Punto Fijo San Fernando de Apure San Tomé Valencia Los Roques La Fría Maturín Canaima |

## Terminaux
L'aéroport possède deux terminaux passagers et un terminal cargo. Le terminal national est occupé par 9 compagnies desservant 21 destinations au Venezuela. Le terminal international dessert 30 destinations internationales[Quand ?].

## Réductions des vols internationaux en 2014
Depuis le 24 mai 2014, à la suite d'un différend portant sur l'équivalent de 3,9 milliards de dollars américains appartenant à 24 compagnies aériennes bloqués dans le pays pour cause de dispute sur les taux de change, plusieurs de celles-ci ont réduit leurs vols à destination du Venezuela, tels Air Europa, Air France, Iberia, TAP Portugal, Avianca, Tale, LAN Airlines ou American Airlines puis et les ont suspendu tels Alitalia, Air Canada (la première ayant fait ce choix en mars 2014), Copa Airlines et Lufthansa.

## Compagnies et destinations
| Compagnies               | Destinations |
| ------------------------ | --- |
| AeroCaribe               | Los Roques |
| Aerolineas Estelar       | - Barinas, - Ciudad Guayana, - Maracaibo-La Chinita, - Maturín, - Porlamar-Del Caribe Santiago Mariño, - Santiago du Chili-A.-M.-Benítez, - Santo Domingo, Venezuela (en) |
| Air Europa               | Madrid-Barajas |
| Avianca Costa Rica       | San José-J. Santamaría |
| Avior Airlines           | - Barcelona (Vénézuela), - Barquisimeto, - Bogota-El Dorado, - Ciudad Guayana, - Curaçao, - El Vigia, - Las Piedras, - Maracaibo-La Chinita, - Porlamar-Del Caribe Santiago Mariño, - Santa Barbara, - Saint-Domingue Las Américas |
| Boliviana de Aviación    | Viru Viru |
| Caribbean Airlines       | Port-d'Espagne - Piarco |
| Conviasa                 | - Alger-Houari-Boumédiène - Bridgetown-Grantley-Adams, - Barinas, - Canaima, - Cancún, - Ciudad Guayana, - Cumana ~ Antonio José de Sucre, - Damas, - El Vigia, - Guayaquil-J. J.-Olmedo, - La Havane-José Martí, - La Fría (en), - Las Piedras, - Lima-J. Chávez, - Los Roques, - Madrid-Barajas, - Maracaibo-La Chinita, - Maturín, - Mérida (Venezuela), - Mexico-F. Ángeles, - Moscou-Vnoukovo, - Porlamar-Del Caribe Santiago Mariño, - Puerto Ayacucho, - San Antonio, - San Fernando de Apure, - Viru Viru, - Santo Domingo, Venezuela (en), - Saint-Vincent-Argyle, - Téhéran-Imam-Khomeini, - Valera |
| Copa Airlines            | Panama-Tocumen |
| Iberia                   | Madrid-Barajas |
| LASER Airlines           | - Barcelona (Vénézuela), - Bogota-El Dorado, - Ciudad Guayana, - Curaçao, - El Vigia, - La Fría (en), - Maracaibo-La Chinita, - Maturín, - Panama-Tocumen, - Porlamar-Del Caribe Santiago Mariño, - Saint-Domingue Las Américas |
| LATAM Colombia           | Bogota-El Dorado |
| LATAM Perú               | Lima-J. Chávez |
| Plus Ultra Líneas Aéreas | Madrid-Barajas, Ténériffe-Nord |
| RUTACA Airlines          | - Barcelona (Vénézuela), - Ciudad Bolívar, - Ciudad Guayana, - Maracaibo-La Chinita, - Panama-Tocumen, - Porlamar-Del Caribe Santiago Mariño, - Punta Cana, - Santo Domingo, Venezuela (en) |
| TAP Air Portugal         | Madère-C. Ronaldo, Lisbonne-H. Delgado |
| Turkish Airlines         | Istanbul |
| Turpial Airlines         | Bogota-El Dorado |
| Venezolana               | - Barcelona (Vénézuela), - Barquisimeto, - Las Piedras, - Maracaibo-La Chinita, - Panama-Tocumen, - Porlamar-Del Caribe Santiago Mariño, - Saint-Domingue Las Américas |
| Wingo                    | Bogota-El Dorado |

Édité le 02/10/2022. Actualisé le 5/12/2023.

## Évolution du trafic
Le graphique qui aurait dû être présenté ici ne peut pas être affiché car il utilise l'ancienne extension Graph, désactivée pour des questions de sécurité. Des indications pour créer un nouveau graphique avec la nouvelle extension Chart sont disponibles ici.

Voir la requête brute et les sources sur Wikidata.

## Galerie
|  |  |  |  |

## Trafic de drogue
En raison des frontières poreuses avec la Colombie, entre le quart et la moitié de la cocaïne de ce pays à destination de l'Amérique du Nord et de l'Europe passe par le Venezuela et les ports et aéroports de ce pays servent de point de passage important pour ce trafic.
Selon le spécialiste de l'Afghanistan Alain Rodier, « Sur la plateforme aéroportuaire de Maiquetía, les trafiquants règlent une « taxe » de 1 400 dollars aux forces de sécurité vénézuéliennes afin qu’elles ferment les yeux sur leurs activités ».